# This is the Modern World
Albums de The Jam
In the City
(1977) All Mod Cons
(1978)
This is the Modern World est le deuxième album du groupe The Jam, sorti en 1977.

## L'album
La photographie de la couverture de l'album est de Gered Mankowitz. Seule une version censurée du titre This Is The Modern World atteint la 36e place de l'UK Singles Chart.

## Fiche technique

### Liste des chansons
Toutes les chansons sont écrites et composées par Paul Weller, sauf indication contraire.
| 1. | This Is The Modern World    |              | 2:30 |
| 2. | London Traffic              | Bruce Foxton | 1:49 |
| 3. | Standards                   |              | 2:28 |
| 4. | Life From A Window          |              | 2:52 |
| 5. | The Combine                 |              | 2:20 |
| 6. | Don't Tell Them You're Sane | Bruce Foxton | 3:40 |

| 7.  | In The Street Today      | Paul Waller, Dave Waller      | 1:30 |
| 8.  | London Girl              |                               | 2:40 |
| 9.  | I Need You (For Someone) |                               | 2:41 |
| 10. | Here Comes The Weekend   |                               | 3:30 |
| 11. | Tonight At Noon          |                               | 3:01 |
| 12. | In the Midnight Hour     | Steve Cropper, Wilson Pickett | 1:53 |

### Musiciens
- Paul Weller : voix, guitare
- Bruce Foxton : basse, voix
- Rick Buckler : batterie, percussion